# Kirchberg (Luxemburg)
Kirchberg (Luxemburgs: Kierchbierg) is een stadsdeel van Luxemburg in het noordoosten van de stad. In 2001 woonden er 3534 mensen in de wijk. Kirchberg ligt op een plateau.
In Kirchberg zijn enkele instellingen van de Europese Unie gevestigd, zoals het Hof van Justitie, delen van de Europese Commissie, het secretariaat van het Europees Parlement, de Europese Investeringsbank, het Stabiliteitsmechanisme, de Rekenkamer en de Europese School van Luxemburg. Al deze instanties zijn gevestigd in het westelijke gedeelte van Kirchberg, in het oosten zijn er kantoren, banken, een winkelcentrum, een museum, een bioscoop en een ziekenhuis. De Avenue J.F. Kennedy, een vierstrooks hoofdweg, is de doorgaande verkeersader van de Kirchberg en doorsnijdt het stadsdeel van zuidwest naar noordoost. Woonwijken liggen aan de randen van het stadsdeel.

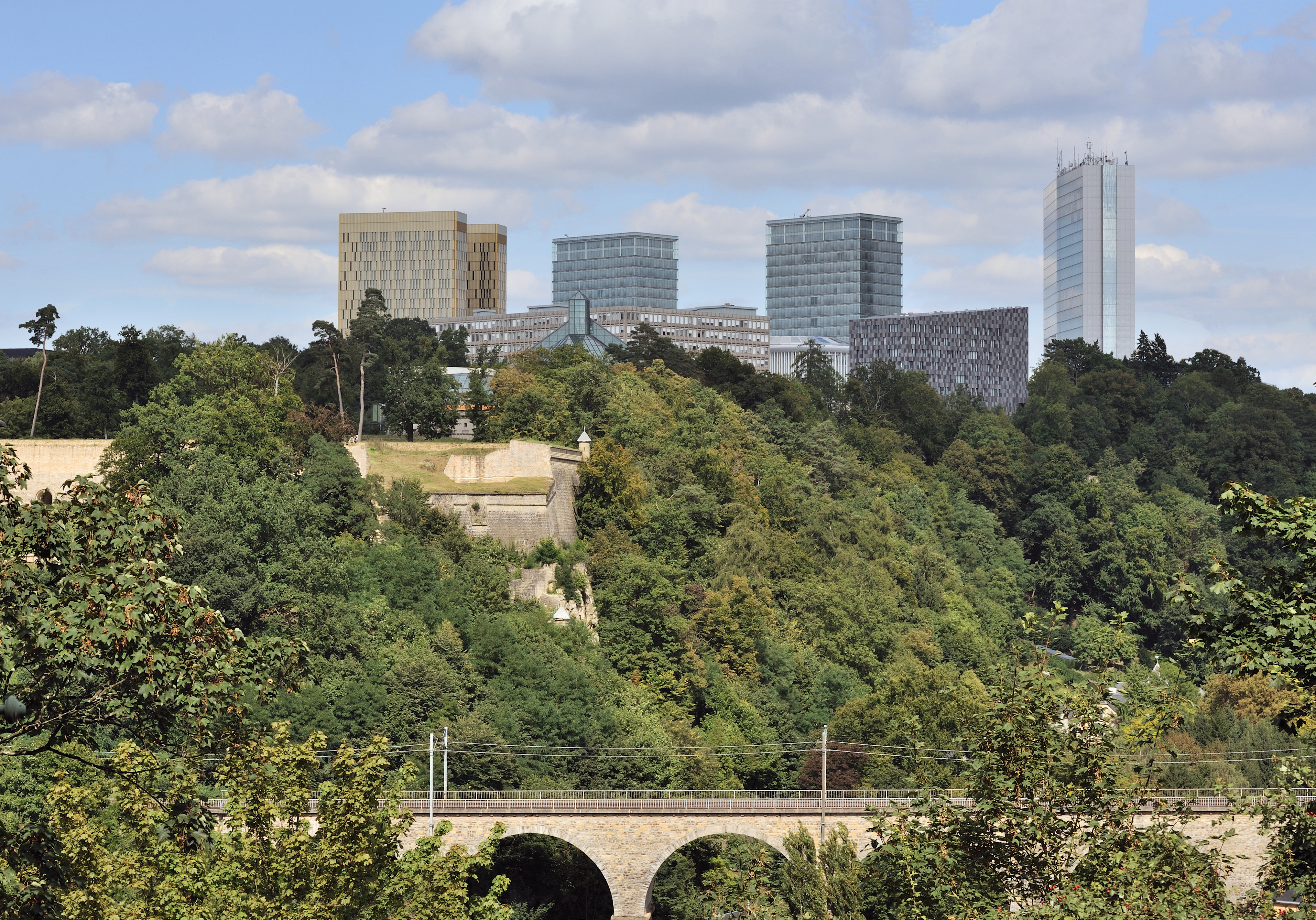
Zicht op Kirchberg vanuit Pfaffenthal (2010)

Sinds 1994 is het Arboretum Kirchberg voort het publiek geopend. In Kirchberg ligt ook de D'Coque-arena, het grootste sportcomplex van het land met plaats voor 8300 toeschouwers. Ook de Philharmonie Luxembourg, de nationale concerthal, staat in deze wijk, evenals het MUDAM, een museum voor moderne kunst dat in 2006 werd geopend. Voorts is de economische campus van de Universiteit van Luxemburg in dit stadsdeel gevestigd.